# Хелзинкски университет
Хелзинкският университет (на фински: Helsingin yliopisto; на латински: Universitas Helsingiensis) се намира в Хелзинки, Финландия. Член е на университетските обединения Europaeum и Утрехтска мрежа.
Днес в университета се обучават 36 500 студенти. Включва 11 факултета и 11 изследователски института. Канцлер на университета е Томас Вилхемсон.
Нареждан е сред най-елитните университети в Европа заедно с Кеймбриджкия и Оксфордския университет.

## История
Открит е през 1829 година. Негов предшественик е Кралската академия в Турку, основана през 1640 г.

## Архитектура
Главната сграда на университета е проектирана от Карл Лудвиг Енгел и е завършена през 1832 г.

## Известни личности
Преподаватели
- Анти Аарне (1867 – 1925), фолклорист
- Осмо Антеро Вио (1928 – 2013), икономист
- Артури Виртанен (1895 – 1973), химик
- Илмари Крон (1867 – 1960), композитор и музиковед
- Юлиус Крон (1835 – 1888), фолклорист
- Ернст Линдельоф (1870 – 1946), математик
- Йоуко Линдстет (р. 1955), българист
- Елиас Льонрот (1802 – 1884), филолог
- Александер фон Нордман (1803 – 1866), зоолог
- Ееро Тарасти (р. 1948), музиколог

Студенти и докторанти
- Анти Аарне (1867 – 1925), фолклорист
- Кристиан Банков (р. 1970), български семиотик
- Осмо Антеро Вио (1928 – 2013), икономист
- Артури Виртанен (1895 – 1973), химик
- Рагнар Гранит (1900 – 1991), физиолог
- Александър Еткинд (р. 1955), руски психолог
- Мари Кивиниеми (р. 1968), политик
- Юлиус Крон (1835 – 1888), фолклорист
- Лена Крун (р. 1947), писателка
- Ернст Линдельоф (1870 – 1946), математик
- Елиас Льонрот (1802 – 1884), филолог
- Бенджамин Рубинщайн (1905 – 1989), психоаналитик
- Ристо Рюти (1889 – 1956), политик
- Ееро Тарасти (р. 1948), музиколог
- Пеетер Тороп (р. 1950), естонски семиотик
- Таря Халонен (р. 1943), политик
- Бенгт Холмстрьом (р. 1949), икономист

## Галерия
- Факултет по психология
- Хелзинкска обсерватория
- Музей по естествена история
- Арпеанум, сграда на Музея на Хелзинкския университет
- Централна университетска библиотека
- Биокескус
- Динамикум, седалище на Финския метеорологичен институт
- Екзактум
- Шведско училище по социални науки
- Университетска ботаническа градина